# Triflumuron
Triflumuron ist ein synthetisches Insektizid aus der Wirkstoffgruppe der Chitinbiosynthese-Hemmer (Chitininhibitoren) Typ 0. Es wurde 1982 von der Firma Bayer CropScience eingeführt.

## Gewinnung und Darstellung
Triflumuron kann durch die Reaktion von 2-Chlorbenzoesäure mit Ammoniak, Phosgen und 4- Trifluormethoxyanilin gewonnen werden.

## Wirkungsweise
Triflumuron wirkt vor allem als Fraßgift für beißende und saugende Schädlinge. Es stört die Chitin-Biosynthese der Insekten. Dadurch können Larven, die mit dem Wirkstoff in Kontakt kommen, sich nicht mehr häuten, wodurch sie absterben. Darüber hinaus wurde festgestellt, dass Triflumuron das Schlüpfen der Larven verhindert.

## Einsatzgebiete
Triflumuron wird im Obst- und Gemüseanbau gegen beißende Insekten verwendet. Außerdem kommt es auch beim Anbau von Kaffee, Tee und Baumwolle sowie in der Forstwirtschaft zum Einsatz.
In Neuseeland und Australien wird es unter dem Namen Bayer Zapp® Pour-on bei Schafen gegen Läuse (Bovicola ovis) eingesetzt.

## Toxikologie
Für Mensch und Säugetiere ist Triflumuron nur sehr gering akut toxisch. Es reizt weder die Haut noch die Augen und wirkt nicht hautsensitivierend. Des Weiteren konnten keine genotoxische oder karzinogene Eigenschaften der Substanz nachgewiesen werden. Die Europäische Behörde für Lebensmittelsicherheit EFSA legte einen ADI von 0,014 mg·kg−1 Körpergewicht fest.

## Ökotoxikologie
In einer Studie wurde die Wirkung von Triflumuron auf Honigbienen (Apis mellifera) untersucht. Dabei wurde festgestellt, dass Bienen, die dem Wirkstoff ausgesetzt waren, eine reduzierte Flugaktivität aufwiesen. Zudem konnte eine erhöhte Mortalität der Larven detektiert werden. Diese Wirkung hält sehr lange an, wodurch Triflumuron als hochgiftig für Bienen eingestuft werden kann.
Triflumuron ist wenig toxisch für Algen und Fische, jedoch hochgiftig für wirbellose Wasserorganismen.

## Analytik
Zum zuverlässigen Nachweis und zur Quantifizierung von Triflumuron kann mittels flüssig- und gaschromatographischer Methoden erfolgen. Zur Identifizierung kann nach der chromatographischen Trennung ein Massenspektrometer verwendet werden.

## Zulassung
In der Europäischen Union war Triflumuron als Insektizid bis 31. März 2021 zugelassen. In Spanien, Italien, Ungarn und Portugal waren Produkte mit dem Wirkstoff zugelassen, jedoch nicht in Deutschland, Österreich und der Schweiz.

## Handelsnamen

### Pflanzenschutzmittel
- Bayer Alsystin® SC 480
- Bayer Starycide® SC
- Bayer Baycidal Spritzpulver

### Tierarzneimittel
- Bayer Zapp® Pour-on
- Bayer Zapp® ENCORE® Pour-on (Kombipräparat mit Imidacloprid)